# تصفيق مع الوقوف

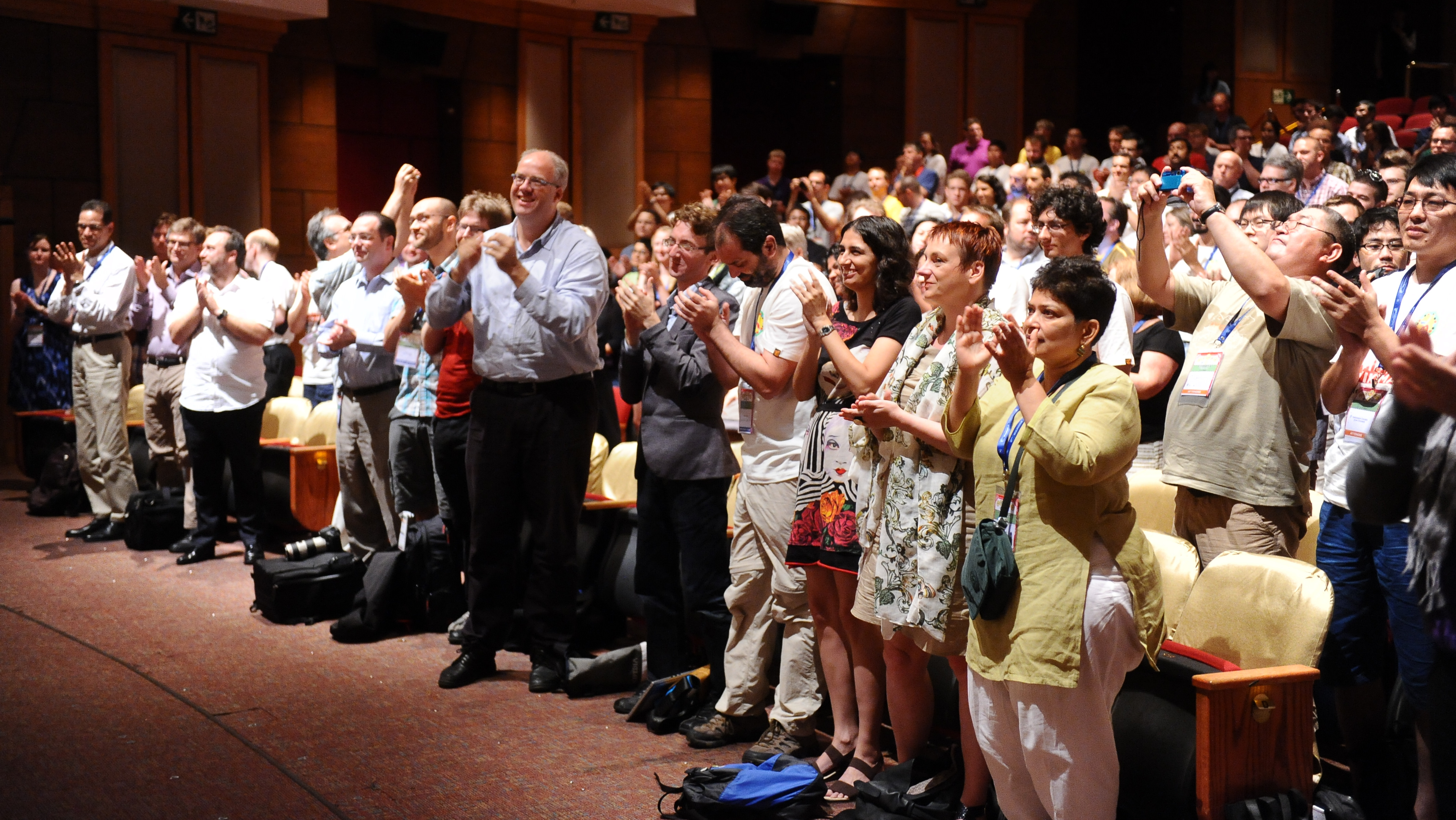

التصفيق مع الوقوف هو شكل من التصفيق حيث يقف فيها الجمهور من مقاعدهم مع التصفيق للإشادة بأداء استثنائي لشخص ما. في روما القديمة، كان كان يحتفل بالتصفيق بالقادة العسكريين على انتصاراتهم التي لا تحقق تماما متطلبات النصر ولكنها لا تزال تستحق الثناء (مثل ماركوس ليسينيوس كراسوس بعد هزيمته من سبارتاكوس).
يعتبر التصفيق مع الوقوف أيضا علامة على الاحترام أو التكريم، حيث كثيراً ما يتم استخدامه عند دخول أو مغادرة المتكلم أو المؤدي إلى قاعة، حيث يواصل أعضاء الجمهور التصفيق حتى يخرج الشخص المغادر، أو يبدأ الكلام بعد وقوفه، أو يجلس بعد دخوله. عادة، عندما يقف عدد محدد من الجمهور (عادة خمس العدد) يدفع ذلك بالحضور الكامل إلى الوقوف أيضا.